# Giona
Giona (řecky Γκιώνα) je vápencové pohoří nacházející se v centrálním Řecku, v prefektuře Fokidos. Rozlohou se jedná o rozlohou nevelký masiv. Základním stavebním prvkem je zde jako u sousední skupiny Vardousia především vápenec. Nejvyšší hora je stejnojmenná pyramida
Giona (2495 m).

## Poloha
Giona se nachází západně od pohoří Parnas. Na severu dělí Gionu od nejjižnějších výběžků pohoří Pindos, řeka Sperhios. Jižní svahy horstva prudce spadají do vod Korintského zálivu.

## Vrcholy
- Perdika (2484 m)
- Tragonoros (2456 m)
- Platyvouna (2316 m)
- Profitis Ilias (2298 m)
- Kastro (2176 m)
- Vraila (2177 m)
- Paliovouni (2122 m)
- Pyrgos (2066 m)
- Lyritsa (2007 m)
- Botsikas (1945 m)
- Kokkinari (1908 m)
- Tychioni (1842)

## Panorama
Celkový pohled z masivu zahrnuje všechny blízké hory včetně sousedního masivu Vardousia směrem k západu, na jihu je vidět údolí Phthiotida spolu s dolinou řeky Spercheios. Malijský záliv je odsud zřídka kdy viditelný. Na východě se prezentují masivy Kallidromo a Parnas.

## Turismus
Hory jsou velmi málo navštěvované. Značené turistické cesty až na výjimky neexistují.